# Brian Houston
Brian Houston, född 17 februari 1954 i Auckland, är en nyzeeländsk före detta kyrklig ledare och äldste pastor i Hillsong church i Sydney i Australien. Hans far, Frank Houston, var pastor och officer i Frälsningsarmén men blev senare medlem av Baptistkyrkan. Brian blev medlem i Assemblies of God och pastor i en lokal församling i Lower Hutt. Efter att ha gått på sin fars bibelskola fortsatte han studierna på Southern cross bibelskola i Australien.
1977 gifte Brian sig med Bobbie Houston och 1978 flyttade de till Australien. Brian blev pastor för sin egen kyrka i Sydney: Christian Life Centre, Darlinghurst, som 1983 blev Hillsong church. Även Bobbie var pastor och ledare för en egen församling inom Hillsong church. Pastorsparet har tre barn tillsammans.
I mars 2022 avgick Brian Houston som ledare för Hillsong på egen begäran, sedan han vid två tillfällen befunnits ha brutit mot kyrkans uppförandekod för pastorer i sitt uppträdande mot kvinnor.
Brian Houston har skrivit böckerna For This Cause, You Need More Money, How to Build Great Relationships, How to Live a Blessed Life, How to Make Wise Choices och How to Flourish in Your Life.